# Zamczysko (Górki)
Zamczysko (dawn. Tartak Zamczysko) – przysiółek wsi Górki w Polsce, położony w województwie mazowieckim, w powiecie nowodworskim, w gminie Leoncin, na terenie Kampinoskiego PN.
W latach 1975–1998 przysiółek administracyjnie należał do województwa warszawskiego.
Znajduje się tutaj Przeciwpożarowa Baza Leśna należąca do Akademii Pożarniczej, a w jej pobliżu grodzisko obronne z XIII w.